# Systyg-Chem
Il Systyg-Chem (in russo Сыстыг-Хем?) è un fiume della Russia siberiana orientale, affluente di destra del Bol'šoj Enisej. Scorre nella Repubblica di Tuva.
Il fiume ha origine dal monte Ergak (catena Ergak-Targak-Tajga) e scorre in direzione sud-orientale; sfocia nel Bol'šoj Enisej a 213 km dalla foce. Ha una lunghezza di 138 km e il suo bacino è di 4 440 km². La sua portata a 7,5 km dalla foce è di 60,51 m³/s.